# Apteropeda ovulum
Apteropeda ovulum é uma espécie de insetos coleópteros polífagos pertencente à família Chrysomelidae.
A autoridade científica da espécie é Illiger, tendo sido descrita no ano de 1807.
Trata-se de uma espécie presente no território português.